# Чачапойя
Чачапойя — доколумбова культура, существовавшая в Перу примерно в 500—1470 гг. н. э. Находилась на плато на территории современного департамента Амасонас. Называли себя Воины облаков.
Жители данной культуры создали множество монументальных каменных памятников: Куэлап, Гран-Пахатен, Лагуна-де-лос-Кондорес и др., а также большое количество саркофагов и мавзолеев в труднодоступных местах.

## Происхождение чачапойя

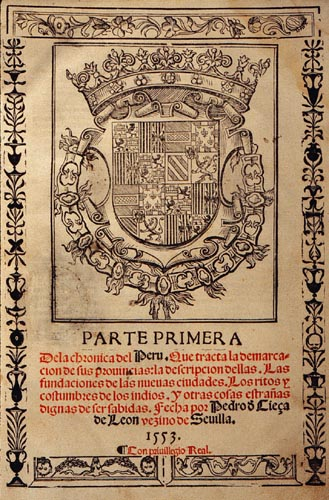
Первая часть книги «Хроника Перу», впервые описывающая этносы Южной Америки (1553).

Письменные источники, например, сообщение Сьесы де Леона в «Хронике Перу», указывают на то, что у чачапойцев была «более светлая» кожа, чем у других народов региона, хотя испанское слово «blanco» скорее означает «чистый/опрятный», поскольку в сообщении речь шла о женщинах, и они сравнивались не с европейками, а с другими индеанками. Происхождение чачапойцев и их этническая принадлежность до настоящего времени представляют собой предмет дискуссий.
По данным экспедиции Антисуйо из Амазонского археологического института, чачапойцам были свойственны не амазонские, а скорее андские культурные традиции.
Антропоморфные саркофаги напоминают имитации погребений в скорченном виде с деревянными масками Среднего горизонта, доминирующей культуры прибрежья и высокогорья, известной также как культура Тиуанако-Уари. «Мавзолеи», возможно, представляли собой модифицированные разновидности надгробных башен, известных как «чульпа» (chullpa) или «пукульо» (pucullo), характерных для культур Тиуанако, Уари и их потомков.
Переселение народов в Амазонские Анды было, по-видимому, вызвано желанием расширить площадь сельскохозяйственных земель, что видно из широкого использования террасного земледелия в регионе. Условия ведения сельского хозяйства в Андах и в прибрежном регионе были связаны с общими трудностями — огромными пустынными территориями и нехваткой почвы, пригодной для сельского хозяйства, поэтому эти земли оказались недостаточными для жизнедеятельности.
Анализ образцов Y-хромосом (Y-хромосомная гаплогруппа Q1a3a-M3) показал, что линии жителей региона Чачапойя не прерывались на протяжении 20 с лишним поколений, а жители долины Чачапояс не смешивались ни с инками, ни с испанцами.

## Инкское завоевание

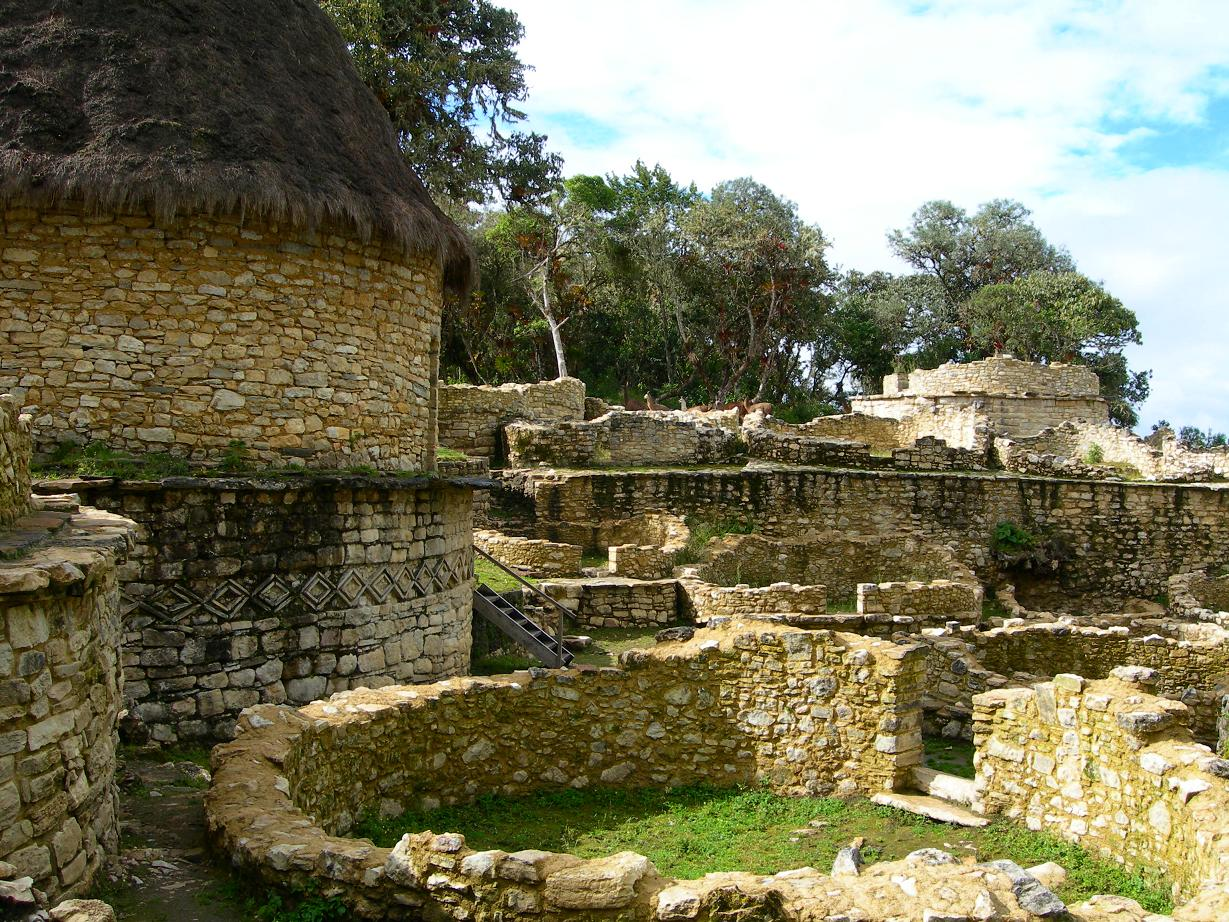
Крепость Куэлап — вид изнутри

По сообщению Инки Гарсиласо де ла Вега, Инкская империя покорила культуру Чачапойя в годы правления Тупак Инки Юпанки во второй половине 15 века.
По его сообщению, военные действия начались на склоне Пиас, на юго-западе Гран-Пахатена, что может свидетельствовать о том, что та территория относилась к чачапойскому государству.
Имеется большое количество исторических свидетельств о войне чачапойцев с инками, в особенности много их содержится в хронике Сьесы.
В годы правления Уайна Капака чачапойцы восстали:
«Они убили назначенного инками губернатора и военачальников (…) и (…) воинов (…) и многих других захватили в плен, намереваясь обратить в рабство.»
В ответ Уайна Капак, который в то время находился в землях народа каньяри и собирал войска, направил послов с предложением мира. Однако чачапойцы «подвергли послов наказанию (…) и пригрозили им смертью».
Тогда Уайна Капак распорядился напасть на чачапойцев. Он пересёк реку Мараньон по мосту, сооружённому из деревянных плотов. Инкские войска направились к городу Кахамаркилья (современное название), который в то время был одним из крупнейших чачапойских городов. Из Кахамаркильи навстречу инкам вышла делегация женщин во главе с бывшей наложницей Тупак Юпанки. Они обратились с просьбой о милосердии и пощаде, на что предводитель инкских войск дал согласие. В память о мирных переговорах место было объявлено священным, так что с тех пор «(…) ни мужчина, ни женщина, ни, если возможно, даже птица не должны были вступить на неё». «Считается достоверным, что в этой местности внутренней территории поселились потомки известного полководца Анкольо, с которым жестоко обошлись главнокомандующие Инки, лишив его родины, он ушёл с чанками, пожелавшими следовать за ним».
Чтобы обеспечить умиротворение чачапойских земель, инки расположили там свой гарнизон. Они также переселили часть населения в другие регионы, как это было заведено в их империи:
«(…) им выделили землю и места для домов невдалеке от холма под названием Карменга рядом с городом Куско».
Со времён присутствия инков на чачапойских землях сохранились останки города Кочабамба на берегу реки Уткубамба в современном округе Леймебамба.
«Во всех этих провинциях были крупные постоялые дворы и склады Инков, селения их не вредны для проживания, и в некоторых из них есть золотые рудники. Все местные жители, и мужчины и женщины, ходят одетыми. В старину у них были храмы и они приносили жертвы тем, кого почитали за богов; были у них огромные стада овец. Они изготовляли роскошную и ценную одежду для Инков, да и сегодня они делают её превосходно, а ковры такие изысканные и красивые, что из-за мастерства изготовления они очень высоко ценятся».

## Испанское завоевание
Как пишет Сьеса де Леон: «Вступил в эти провинции Чачапояс маршал Алонсо де Альварадо, являясь капитаном маркиза дона Франсиско Писарро. После завоевания провинции и подчинения местных индейцев власти его Величества, он основал и заселил Пограничный город [Чачапояс] в местности, называемой Леванто, месте надёжном, кирками и тяжёлыми мотыгами выровненном для постройки; правда, через несколько дней он ушёл в другие провинции, называемые Гуанкас. Эта местность считается здоровой. Индейцы чачапояс и гуанкас служат этому городу, установившего над ними энкомьенду».
Интересен ещё один факт: «В 1550 году в Пограничный город прибыли (коррехидором там является знатный кабальеро Гомес де Альварадо) более 200 индейцев, рассказавших, что уже несколько лет, как покинув землю, где проживало очень много их людей, они пересекли многие края и провинции, и такое сражение им устроили, что полегли все, кроме этих двухсот».
В 1785 году в провинции Чачапояс проживало 11123 человека, из них: 9 священников, 24 клирика, 11 монахов, 966 испанцев, 6591 индеец, 3825 метисов, 93 мулата, 13 негров.